# Atari SA

Infogrames logotyp från 1996 till 2000

Atari, SA (tidigare  'Infogrames Entertainment, SA' ) är ett franskt holdingbolag med huvudkontor i Paris. 2009 bytte företaget namn till Atari SA. Dotterbolagen omfattar Atari Interactive och Atari, Inc. Företaget är kanske mest känt för "Alone in the Dark"-serien.